# Pape Moussa Konaté
Pape Moussa Konaté (1993. április 3. –) válogatott szenegáli labdarúgó, az Amiens SC csatára, de a francia klub középpályásként is bevetheti.

## Pályafutása

### A válogatottban
2012 és 2019 között 34 alkalommal szerepelt a szenegáli válogatottban és 12 gólt szerzett. Tagja volt a 2018-as oroszországi világbajnokságon részt vevő csapatnak.